# Mionectes
Mionectes is een geslacht van zangvogels uit de familie tirannen (Tyrannidae). De vogels lijken sterk op de Euraziatische vliegenvangers qua postuur en gedrag, maar zijn geen nauwe verwanten.

## Soorten
Het geslacht omvat de volgende soorten:
- Mionectes galbinus  – Zwaargestreepte olijfstreeppipratiran
- Mionectes macconnelli  – McConnells pipratiran
- Mionectes oleagineus  – Okerbuikpipratiran
- Mionectes olivaceus  – Fijngestreepte olijfstreeppipratiran
- Mionectes roraimae  – Tepuipipratiran
- Mionectes rufiventris  – Grijskappipratiran
- Mionectes striaticollis  – Streepnekpipratiran